# Wetarski jezici
Sjeverni ekstra-ramelajski jezici (wetarski jezici), malena skupina austronezijskih jezika koja čini podskupinu ekstra-ramelajskih jezika s otoka Wetar u Molucima (Maluku), Indonezija. Po starijoj klasifikaciji pripadali su raznim (sada nepriznatim) timorskim skupinama. Najvažniji su po broju govornika ili’uun i tugun s preko 1.000 govornika; ostali imaju po nekoliko stotina govornika.
Podskupina obuhvaća (5) jezika, to su: aputai ili ilputih (opotai) [apx], 150 govornika (Hinton 1990); ili’uun (nazivan i erai, hahutan, hahutau, iliun, ilmaumau, limera) [ilu], 1.400 govornika (1990 SIL); perai ili tutunohan [wet], 280 (Hinton 2000); talur ili iliwaki [ilw] 680 (1990 SIL); tugun ili mahuan [tzn], 1.200 (1990 SIL).

## Vanjske poveznice
- Ethnologue (14th)
- Ethnologue (15th)